# فرودگاه تارانتو-گروتالی
فرودگاه تارانتو-گروتالی  (به انگلیسی: Taranto-Grottaglie Airport) (به زبان بومی: Aeroporto di Taranto-Grottaglie) یک فرودگاه همگانی با کد یاتا TAR است که یک باند فرود آسفالت دارد و طول باند آن ۳۲۰۰ متر است. این فرودگاه در کشور ایتالیا قرار دارد و در ارتفاع ۶۶ متری از سطح دریا واقع شده است.